# Preterito-presens
Het preterito-presens is een in een aantal Germaanse talen voorkomende onvoltooid tegenwoordige tijd die is ontstaan uit de onvoltooid verleden tijd van sterke werkwoorden. Er heeft dus een verschuiving plaatsgehad, waarbij de betreffende vormen zich van de verleden tijd hebben afgesplitst en een afzonderlijk tempus zijn geworden. Ze hebben de oorspronkelijke vormen van de tegenwoordige tijd van het betreffende werkwoord verdrongen. De nieuwe verleden tijd van dergelijke werkwoorden, die ook wel preterito-presentia worden genoemd, wordt in de meeste gevallen volgens de zwakke vervoeging gevormd.

## Oorsprong
Het Proto-Indo-Europese perfecte of statieve aspect (of perfectum) heeft zich in het Germaans meestal ontwikkeld tot een verleden tijd. Sommige perfecta werden in het Germaans echter begrepen als tegenwoordige tijden en worden in de taalkunde preterito-presentia genoemd, omdat ze een tegenwoordige betekenis hebben, maar eruitzien als een verleden tijd. We kunnen dit verklaren vanuit de oorspronkelijke aard van het Indo-Europese perfectum, namelijk een huidige toestand die het gevolg is van een vroegere handeling. De preterito-presentia bewaren dus de niet-verleden aard van het Indo-Europese perfectum.
We nemen als voorbeeld het Proto-Indo-Europese perfectum *uóide, dat oorspronkelijk betekende ‘hij heeft gezien, waargenomen, is gekomen te weten’. Deze betekenis ontwikkelde zich tot ‘hij weet’ in het Oudgriekse oîde (οἶδε) en het Vedische véda (वेद), evenals in het Gotische wait en het Nederlandse weet. De oorspronkelijke betekenis van ‘zien’ blijft bewaard in het Latijnse vīdī ‘ik zag, heb gezien’ (waarschijnlijk een oude aorist). Vergelijk ook het Poolse widzieć ‘zien’ en wiedzieć ‘weten’.

## Voorbeeld: "weten"
De tegenwoordige tijd ziet eruit als een sterke verleden tijd, met klinkerwisseling tussen enkelvoud en meervoud. Op basis van dezelfde nultrap als het meervoud heeft zich een nieuwe, zwakke, verleden tijd gevormd met een dentaalsuffix. In tegenstelling tot wat de Germaanse sterke werkwoorden gewoonlijk doen, bouwen de preterito-presentia hun voltooid deelwoord eveneens op de nultrap (in plaats van op de presensstam).
| | Oost-Germaans | West-Germaans | West-Germaans | West-Germaans | Noord-Germaans | Noord-Germaans | Noord-Germaans |
| | Gotisch       | Oudengels     | Nederlands    | Duits         | Oudnoors       | Deens          | Zweeds         |
| Infinitief | witan         | witan         | weten         | wissen        | vita           | vide           | veta           |
| Tegenwoordige tijd, 1e en 3e pers. enkelv. | wait          | wāt           | weet          | weiß          | veit           | ved            | vet            |
| Tegenwoordige tijd, 3e pers. meerv. | witun         | witon         | weten         | wissen        | vitu           | ved            | veta†          |
| Onvoltooid verleden tijd, 1e en 3e pers. enkelv. | wissa         | wisse         | wist          | wusste        | vissa/vissi    | vidste         | visste         |
| Onvoltooid deelwoord | witands       | witende       | wetend        | wissend       | vitandi        | vidende        | vetande        |
| Voltooid deelwoord | witans        | gewiten       | geweten       | gewusst       | vitat*         | vidst          | vetat*         |
| † Meervoudsvormen zijn verdwenen in de Nieuwzweedse standaardtaal, maar bestaan nog in enkele dialecten. * Deze vormen worden niet "voltooid deelwoord", maar "supinum" genoemd. |               |               |               |               |                |                |                |

## Preterito-presentia in het Oergermaans
Voor het Oergermaans zijn de volgende vormen gereconstrueerd:
| Infinitief | Betekenis                                     | Klasse | Tegenwoordige tijd | Tegenwoordige tijd | Verleden tijd       | Verleden tijd   |
| Infinitief | Betekenis                                     | Klasse | Oergermaans        | Nederlands         | Oergermaans         | Nederlands      |
| ---------- | --------------------------------------------- | ------ | ------------------ | ------------------ | ------------------- | --------------- |
| *witaną    | weten                                         | I      | wait, witun        | weet, weten        | wissē, wissēdun     | wist, wisten    |
| *lizaną    | weten                                         | I      | lais, lizun        |                    | lissē, lissēdun     |                 |
| *aiganą    | hebben, bezitten (vgl. "eigen")               | I      | aig, aigun         |                    | aihtē, aihtēdun     |                 |
| *duganą    | nuttig zijn (vg. "deugen")                    | II     | daug, dugun        | deugt, deugen      | duhtē, duhtēdun     | deugde, deugden |
| *unnaną    | verlenen/toestaan (vgl. ge-unnen => "gunnen") | III    | ann, unnun         | gunt, gunnen       | unþē, unþēdun       | gunde, gunden   |
| *kunnaną   | weten (hoe iets wordt gedaan), kunnen         | III    | kann, kunnun       | kan, kunnen        | kunþē, kunþēdun     | kon, konden     |
| *þurbaną   | nodig hebben (vgl. "nooddruft")               | III    | þarb, þurbun       | durft, durven      | þurftē, þurftēdun   | durfde, durfden |
| *durzaną   | wagen (vgl. "ik dorst")                       | III    | dars, durzun       | durft, durven      | durstē, durstēdun   | dorst, dorsten  |
| *skulaną   | moeten (vgl. "gij zult")                      | IV     | skal, skulun       | zal, zullen        | skuldē, skuldēdun   | zou, zouden     |
| *munaną    | denken (vgl. "menen")                         | IV     | man, munun         |                    | mundē, mundēdun     |                 |
| *ganuganą  | vg. "genoeg zijn"                             | V      | ganag, ganugun     |                    | ganuhtē, ganuhtēdun |                 |
| *maganą    | kunnen, later: mogen                          | V      | mag, magun / mugun | mag, mogen         | mahtē, mahtēdun     | mocht, mochten  |
| *ōganą     | vrezen                                        | VI     | ōg, ōgun           |                    | ōhtē, ōhtēdun       |                 |
| *mōtaną    | mogen/moeten                                  | VI     | mōt, mōtun         | moet, moeten       | mōstē, mōstēdun     | moest, moest    |

### Nederlands
Enkel 'kunnen', 'zullen' en 'mogen' hebben de klinkerwisseling tussen het enkelvoud en meervoud bewaard. 
'Deugen', 'gunnen' en 'durven' gedragen zich tegenwoordig als zwakke werkwoorden. Dit is te zien aan de uitgang 't' in de derde persoon enkelvoud en de regelmatige verleden tijdsvormen. *þurbaną (> durven) en *durzaną (> durren) zijn in het huidig Nederlands samengevallen. De verleden tijdsvormen van durren, 'dorst, dorsten' bestaan nog wel maar worden over het algemeen niet veel gebruikt. 
'Weten', 'kunnen', 'zullen', 'mogen' en 'moeten' hebben een onregelmatige verleden tijd. 
'Willen' is taalhistorisch gezien een optatief, hoewel het tegenwoordig hetzelfde paradigma volgt als de preterito-presentia. Dit is te zien aan het ontbreken van de persoonsuitgang -t in de derde persoon enkelvoud (hij/zij/het wil).
Het is tevens opvallend dat de voltooid deelwoorden van deze groep niet consistent zijn. Sommige worden vervoegd als een zwak werkwoord (gedeugd, gegund, gedurfd, gezuld) andere met een sterke vervoeging (geweten, gemogen, gemoeten). 

### Oudhoogduits
| Soort werkwoord   | Vorm                      | Betekenis                               |
| ----------------- | ------------------------- | --------------------------------------- |
| Sterk werkwoord   | Preteritum: reit – ritun  | Onvoltooid verleden tijd: ritt – ritten |
| Preterito-presens | Preteritum: weiz – wizzun | Tegenwoordige tijd: weiß – wissen       |

De onvoltooid verleden tijd weiz betekende oorspronkelijk "ik heb gezien". Uit deze betekenis is de huidige van "ik weet" ontstaan (zowel het Duitse wissen als het Nederlandse weten zijn etymologisch verwant aan het Latijnse videre, dat ook "zien" betekent). Sinds de fase van het Oudhoogduits hebben deze werkwoordsvormen alleen de betekenis van tegenwoordige tijd.
Ook de tegenwoordige tijd-vormen van de werkwoorden dürfen, können, mögen, müssen, sollen en wissen zijn op deze manier ontstaan, en hebben de oude tegenwoordige tijden vervangen. Wollen ‘willen’ is taalhistorisch gezien een optatief, hoewel het tegenwoordig hetzelfde paradigma volgt als de preterito-presentia. Kenmerkend aan al deze werkwoorden is de klinkerwisseling in de stam bij de vervoeging in het enkel- en meervoud, en het ontbreken van de persoonsuitgang -t in de derde persoon enkelvoud.
Het werkwoord können ‘kunnen’ was oorspronkelijk de sterke verleden tijd van kennen ‘kennen’. In het Nieuwhoogduits worden deze beide werkwoorden zwak vervoegd.

### Engels
In het Nieuwengels is can ‘kunnen’ een overgebleven preterito-presens. Dit modaal werkwoord heeft net als de Duitse preterito-presentia geen persoonsuitgang in de derde persoon enkelvoud (he/she/it can, niet cans). Bovendien kan op basis van dit werkwoord geen onvoltooid deelwoord of gerundium op -ing gevormd worden, iets wat bij vrijwel alle andere Engelse werkwoorden wel mogelijk is. Andere voorbeelden van modale werkwoorden zijn may ‘mogen’, must ‘moeten’, shall ‘zullen’. De geschiedenis van will ‘zullen’ is wat ingewikkelder.